# Stożkówka wielkozarodnikowa
Stożkówka wielkozarodnikowa (Conocybe macrospora (G.F. Atk.) Hauskn.) – gatunek grzybów z rodziny gnojankowatych (Bolbitiaceae).

## Systematyka i nazewnictwo
Pozycja w klasyfikacji według Index Fungorum: Conocybe, Bolbitiaceae, Agaricales, Agaricomycetidae, Agaricomycetes, Agaricomycotina, Basidiomycota, Fungi.
Po raz pierwszy opisał go w 1918 r. George Francis Atkinson nadając mu nazwę Galerula macrospora. Obecną, uznaną przez Index Fungorum nazwę nadał mu Anton Hausknecht w 2003 r.
Synonimy:
- Conocybe ochracea f. macrospora (G.F. Atk.) Kühner ex Watling 1971
- Conocybe pubescens var. macrospora (G.F. Atk.) E. Ludw. 2007
- Conocybe rubiginosa Watling 1980
- Conocybe tenera f. bispora J.E. Sass 1929
- Galerula macrospora G.F. Atk. 1918[2].

Nazwę polską zaproponował Władysław Wojewoda w 2003 r.

## Morfologia
Kapelusz
Średnica 1,5–4 cm, początkowo stożkowato wypukły, później lekko rozłożysty i prawie dzwonkowaty. Powierzchnia pozornie gładka i lekko puszysta, higrofaniczny, bladopomarańczowa do pomarańczowobrązowej lub jasnobrązowej, ciemniejsza na środku. Jest higrofaniczny; w stanie wilgotnym ma żłobkowane promieniście brzeg, w stanie suchym jest jaśniejszy.
Blaszki
Dość grube, szerokie i rzadkie, początkowo bladobrązowe lub pomarańczowe, później coraz bardziej brązowawe.
Trzon
Wysokość 5–10 (15) cm, grubość 2–4 mm, cylindryczny, przeważnie prosty, czasem lekko zakrzywiony, początkowo bladożółty w górnej części i jasnopomarańczowy poniżej, ale może być także jasnobrązowy lub pomarańczowy do brązowawego. Powierzchnia żłobkowana, oprószona i nieco ciemniejsza w kierunku podstawy.
Miąższ
W młodości kremowy, potem brązowawy, cienki i bardzo kruchy, bez charakterystycznego zapachu i smaku.
Cechy mikroskopowe
Zarodniki 13,5–20,5 × 7–11,5 µm, eliptyczne lub w kształcie cytryny, grubościenne i duże. Wysyp zarodników rdzawobrązowy.

## Występowanie i siedlisko
Stożkówka wielkozarodnikowa występuje głównie w Ameryce Północnej, Europie i Azji, jej stanowiska podano także w Argentynie i na Nowej Zelandii. W Polsce rozprzestrzenienie i częstość występowania nie są znane. W piśmiennictwie naukowym do 2003 r. podano tylko jedno stanowisko na Kotlinie Orawsko-Nowotarskiej. Bardziej aktualne stanowiska podaje internetowy atlas grzybów. Znajduje się w nim na liście gatunków zagrożonych i wartych objęcia ochroną.
Naziemny grzyb saprotroficzny i wypaleniskowy. Rośnie w lasach, na łąkach i pastwiskach, na starym oborniku, na glebach z dużą ilością substancji organicznej, także na spaleniskach. Dobrze rozwija się już wiosną, gdy trawa nie jest jeszcze wysoka. Owocniki tworzy pojedynczo lub w rozproszonych grupach od kwietnia do listopada.